# Illa Smith
L'illa Smith és una illa de l'Antàrtida, pertanyent a les illes Shetland del Sud. Es troba a l'extrem occidental de l'arxipèlag, a uns 25 km al nord de l'illa Low i a uns 35 km al sud-oest de l'illa Snow. L'illa Decepció es troba a 72 km cap a l'est, i la península Antàrtica uns 140 km al sud. Les seves costes es troben banyes per l'oceà Glacial Antàrtic.
De forma allargada, fa 32 km de llarg per 8 d'ample i té una superfície de 206 km². El seu interior està totalment ocupat per la serralada d'Imeon que s'eleva fins als 2.025 msnm al mont Foster.
El descobriment de les illes Shetland del Sud va tenir lloc el 1819 pel capità William Smith, de qui l'illa porta el nom.